# Cukalat
Cukalat è una frazione del comune di Ura Vajgurore in Albania (prefettura di Berat).
Fino alla riforma amministrativa del 2015 era comune autonomo, dopo la riforma è stato accorpato, insieme agli ex-comuni di Kutalli, Poshnjë e Ura Vajgurore a costituire la municipalità di Ura Vajgurore.

## Località
Il comune è formato dall'insieme delle seguenti località:
- Danafrase
- Slanice
- Cukalat
- Allambres
- Kratine
- Cet